# Sân vận động Quốc gia Bangabandhu
Sân vận động Quốc gia, Dhaka (tiếng Anh: National Stadium, Dhaka, tiếng Bengal: জাতীয় স্টেডিয়াম, ঢাকা), còn được gọi là Sân vận động Dhaka, và trước đây gọi là Sân vận động Dacca, là sân vận động quốc gia và một đấu trường thể thao đa năng ở Dhaka, Bangladesh. Sân nằm ở khu vực Motijheel ở trung tâm thành phố. Sân vận động đã được cải tạo nhiều lần, gần đây nhất là dùng cho lễ khai mạc Giải vô địch cricket thế giới 2011. Sân có sức chứa gần 55.000 chỗ ngồi trước khi cải tạo gần đây nhất, nhưng với sức chứa mới là 36.000 chỗ ngồi, sân vẫn là sân vận động lớn nhất ở Bangladesh.

## Lịch sử
Sân vận động Quốc gia, Dhaka ở thủ đô Dhaka là địa điểm duy nhất trên thế giới tổ chức lễ khai mạc nhà cho hai quốc gia Thử nghiệm: Pakistan và Bangladesh. Ấn Độ là đội khách trong cả hai lần: vào năm 1954–55, Dacca là thủ đô của Đông Pakistan, và vào năm 1976–77, khi trận đấu Thử nghiệm không chính thức đầu tiên được tổ chức giữa Bangladesh với MCC lưu diễn từ Anh. Và năm sau, đội tuyển quốc gia Sri Lanka đã đến thăm Bangladesh để chơi một vài trận đấu không chính thức một ngày, hai ngày và ba ngày với đội tuyển quốc gia BCCB XI và Bangladesh. Sau đó, các đội như Deccan Blues từ Ấn Độ và MCC đã đi thăm Bangladesh nhiều lần để thi đấu với đội tuyển quốc gia BCCB XI và Bangladesh. Đội tuyển quốc gia Bangladesh sau đó đã đến chơi trong giải đấu ICC lần đầu tiên trong năm 1979 tại Anh. Họ đã tham gia cùng một giải đấu vào năm 1982, 1986 và 1990 cho đến khi cuối cùng họ trở thành nhà vô địch trong giải đấu ICC trong năm 1997. Sau đó, Bangladesh trở thành quốc gia thứ mười đạt được trạng thái Thử nghiệm. Với một sân vận động cricket được xây dựng có mục đích được xây dựng ở ngoại ô thành phố, mặt đất đã được đưa ra khỏi ủy ban vào cuối mùa giải 2004–05, và được bàn giao cho việc sử dụng duy nhất của đội tuyển bóng đá quốc gia Bangladesh.
Sân vận động có lịch sử tổ chức nhiều sự kiện thể thao lịch sử bắt đầu từ cricket, bóng đá, khúc côn cầu đến quyền anh. Vào tháng 2 năm 1978, võ sĩ Muhammad Ali đã tham gia một trận đấu quyền anh tại sân vận động, mà hiện tại là Sân vận động Dacca, với một cậu bé 12 tuổi người Bengal.
Vào ngày 6 tháng 9 năm 2011, Sân vận động Quốc gia Bangabandhu đã tổ chức một trận đấu bóng đá giao hữu quốc tế giữa các đội tuyển Argentina và Nigeria đầy sức mạnh, có sự góp mặt của Lionel Messi, Sergio Agüero, Javier Mascherano và John Obi Mikel trong số các cầu thủ ngôi sao khác của cả hai quốc gia. Argentina đã giành chiến thắng 3–1 với các bàn thắng của các đồng đội ở Real Madrid, Gonzalo Higuaín và Ángel Di María, và một bàn thắng phản lưới nhà của Elderson Echiéjilé bên Nigeria với Chinedu Obasi ghi bàn thắng duy nhất cho Nigeria. Trọng tài người Bangladesh Tayeb Shamsuzzaman điều hành trận đấu, đã thu hút 25.000 khán giả mặc dù giá vé rẻ nhất là 100 đô la Mỹ.
Sân vận động Quốc gia Bangabandhu ở thủ đô Dhaka là địa điểm duy nhất trên thế giới tổ chức lễ khai mạc nhà cho hai quốc gia Thử nghiệm. Ấn Độ là đội khách trong cả hai lần: vào năm 1954–55, Dacca là thủ đô của Đông Pakistan, và 46 năm sau, khi Bangladesh trở thành quốc gia thứ mười đạt được trạng thái Thử nghiệm.[5]

## Sử dụng hiện tại
Hiện tại, sân vận động được sử dụng cho bóng đá và điền kinh. Tổng sức chứa là khoảng 36.000 chỗ ngồi. Đây cũng là sân nhà của đội tuyển cricket quốc gia Bangladesh cho đến ngày 1 tháng 3 năm 2005.
Sân vận động nằm cạnh Sân vận động Khúc côn cầu Quốc gia. Sân vận động đã được sử dụng cho các cuộc thi của Đại hội Thể thao Nam Á 2010, bao gồm bóng đá và điền kinh.

## Các trận đấu bóng đá quốc tế

### Giải vô địch bóng đá Nam Á 2018
| Ngày                | Giải thi đấu | Đội tuyển  | Kết quả | Đội tuyển |
| ------------------- | ------------ | ---------- | ------- | --------- |
| 15 tháng 9 năm 2018 | Chung kết    | Maldives   | 2–1     | Ấn Độ     |
| 12 tháng 9 năm 2018 | Bán kết      | Ấn Độ      | 3–1     | Pakistan  |
| 12 tháng 9 năm 2018 | Bán kết      | Nepal      | 0–3     | Maldives  |
| 9 tháng 9 năm 2018  | Bảng B       | Ấn Độ      | 2–0     | Maldives  |
| 8 tháng 9 năm 2018  | Bảng A       | Bangladesh | 0–2     | Nepal     |
| 8 tháng 9 năm 2018  | Bảng A       | Pakistan   | 3–0     | Bhutan    |
| 7 tháng 9 năm 2018  | Bảng B       | Maldives   | 0–0     | Sri Lanka |
| 6 tháng 9 năm 2018  | Bảng A       | Bangladesh | 1–0     | Pakistan  |
| 6 tháng 9 năm 2018  | Bảng A       | Nepal      | 4–0     | Bhutan    |
| 5 tháng 9 năm 2018  | Bảng B       | Ấn Độ      | 2–0     | Sri Lanka |
| 4 tháng 9 năm 2018  | Bảng A       | Bangladesh | 2–0     | Bhutan    |
| 4 tháng 9 năm 2018  | Bảng A       | Nepal      | 1–2     | Pakistan  |

## Số liệu thống kê và kỷ lục cricket
Địa điểm tổ chức trận đấu cricket quốc tế cuối cùng của nó là vào ngày 1 tháng 3 năm 2005. Sau năm 2005, việc tổ chức tình trạng Cricket quốc tế đã được chuyển sang Sân vận động Quốc gia Sher-e-Bangla, nằm ở Mirpur, thủ đô Dhaka.
Đến năm 2005, địa điểm đã tổ chức:
- Trận đấu Test – 17
- One Day International – 58
- T20I – 0

## Cải tạo: Lễ khai mạc giải vô địch cricket thế giới 2011
Sân vận động Quốc gia Bangabandhu đã tổ chức lễ khai mạc Giải vô địch cricket thế giới 2011 do Bangladesh, Sri Lanka và Ấn Độ đồng tổ chức vào ngày 17 tháng 2 năm 2011. Sân vận động được độc quyền hiện đại hóa và cải tạo thành một sân vận động đẳng cấp thế giới để tổ chức lễ khai mạc. Sức chứa của sân vận động đã được tăng lên 36.000 người, một màn hình LED lớn đã được lắp đặt, một mái che hiện đại cũng được gắn trên hộp báo chí. Các lối vào và hộp VIP cũng đã được nâng cấp để tổ chức buổi lễ khai mạc hoành tráng. Hộp báo chí, cùng với giá đỡ giải khát và hộp VIP đã được tân trang lại. Sân vận động hiện có các cơ sở nghệ thuật phù hợp cho các sự kiện thể thao quốc tế.